# Cầu Chulalongkorn
Cầu Chulalongkorn (tiếng Thái: สะพานจุฬาลงกรณ์) là cầu đường sắt ba nhịp ở Thái Lan bắc qua sông Mae Klong. Nó nằm tại huyện Mueang Ratchaburi, tỉnh Ratchaburi, trên tuyến đường sắt phía Nam và song song với cầu Thanarat. Cây cầu được đặt theo tên vua Chulalongkorn.
Người dân địa phương thường gọi cầu Chulalongkorn là Saphan Dam (สะพานดำ), nghĩa là cây cầu đen.

## Lịch sử
Cầu Chulalongkorn đã bị đánh bom nhiều lần bởi máy bay đồng minh trong Chiến tranh thế giới thứ hai. Cho đến ngày nay, dưới lòng sông Mae Klong vẫn còn vài quả bom và phần sót lại của đầu máy hơi nước.

## Thiếtn kế
Thiết kế cầu giàn ba nhịp chính, mỗi nhịp dài 49,9 mét.